# Пинто, Эварист
Эварист Пинто (англ. Evarist Pinto; род. 31 декабря 1933, Гоа, Индия) — католический архиепископ, ординарий архиепархии Карачи.

## Биография
Эварист Пинто родился 31 декабря 1933 года в городе Гоа. После окончания средней школы обучался в Высшей духовной семинарии Христа Царя в Карачи. 6 января 1968 года был рукоположён в священника, после чего работал в церкви святого Лаврентия в Карачи. Позднее обучался в Риме, где получил докторскую степень по библейской теологии.
17 февраля 2000 года был назначен Римским папой Иоанном Павлом II титулярным епископом Кастры Северианы и вспомогательным епископом Карачи. 25 апреля 2000 года Эварист Пинто был рукоположён в епископа.
5 января 2004 года был назначен ординарием архиепархии Карачи.
25 января 2012 года Эварист Пинто ушёл в отставку.